# Bert Schoofs (politicus)
Bert August Flor Herman Schoofs (Koersel, 10 juni 1967) is een Belgisch advocaat en voormalig politicus voor Vlaams Belang.

## Levensloop
Hij werd in 1990 licentiaat in de Rechten aan de Katholieke Universiteit Leuven en werd in 1991 kandidaat in de Handelswetenschappen aan het EHSAL. Beroepshalve werd hij advocaat aan de balie van Hasselt Limburg, van 1993 tot en met 2002. Sinds 2020 is Schoofs opnieuw advocaat, ditmaal aan de balie van Brussel.
Hij werd voor het eerst verkozen in de Kamer van volksvertegenwoordigers op 13 juni 1999 voor het Vlaams Belang, en kon sinds zijn aantreden worden bestempeld als voorman van zijn partij in de provincie Limburg. Hij nam er vijf opeenvolgende verkiezingen het lijsttrekkerschap waar van zijn partij voor de Kamer.
Schoofs was van begin 2001 tot begin 2013 lid van het nationale partijbestuur van het Vlaams Belang. Van januari 2001 tot en met december 2012 zetelde hij voor deze partij als fractieleider in de voormalige mijngemeente Beringen. In oktober 2012 nam hij samen met voormalige leden van LDD (Lijst Dedecker) en politieke onafhankelijken deel aan de gemeenteraadsverkiezingen met de door hemzelf opgerichte lokale lijst Veilig Beringen Leefbare Dorpen (VBLD). Deze lijst behaalde vier gemeenteraadszetels en een OCMW-mandaat. Het was de eerste maal dat een lokale lijst in Beringen meer dan één zetel in de wacht kon slepen.
Bij de Kamerverkiezingen van 2014 werd hij als lijsttrekker van de Limburgse Vlaamse Belang-kieslijst net niet herkozen als Kamerlid. Kort daarop kondigde hij het einde van zijn nationale politieke carrière aan. Op 4 december 2015 verliet hij het Vlaams Belang. Bij de gemeenteraadsverkiezingen van 2018 keerde Schoofs toch weer terug als een van de bezielers van de lokale politieke beweging VOLUIT. Hij werd herkozen in de gemeenteraad. De lijst VOLUIT haalde zes zetels en hij slaagde erin deel uit te maken van de coalitie. Schoofs bedankte echter voor een schepenfunctie en werd tot eind 2020 voorzitter van de gemeenteraad. Ook ging zich bezighouden met de verdere uitwerking van de beweging. Bij de lokale verkiezingen van oktober 2024 aanvaardde Schoofs een ondersteunende plaats op de lijst van Team Voluit, maar hij raakte niet meer herkozen in de gemeenteraad van Beringen.
Na zijn nationale politieke carrière besloot hij zich om te scholen en een project op te richten om jongeren te stimuleren ondernemer te worden. Hij ging opnieuw studeren, behaalde in 2015 de titel van Master in Business Law aan de Universiteit Antwerpen en volgde in 2016 een postuniversitaire cyclus Project Management aan de EHSAL Management School in Brussel. Van oktober 2016 tot maart 2018 was hij directeur bij de Vlaamse Volksbeweging. Sindsdien is hij voltijds syndicus van beroep, verbonden aan verenigingen van mede-eigenaars.
In het voorjaar van 2020 verscheen zijn eerste roman, een thriller die zich afspeelt in Beringen met de koolmijn als rode draad in het verhaal. 